# Psednocnemis
Psednocnemis là một chi nhện trong họ Theraphosidae.